# Arthurella
Arthurella — рід грибів. Назва вперше опублікована 1936 року.

## Класифікація
До роду Arthurella відносять 1 вид:
- Arthurella corringtoni